# Mops sarasinorum
Mops sarasinorum là một loài động vật có vú trong họ Dơi thò đuôi, bộ Dơi. Loài này được A. Meyer mô tả năm 1899.